# Vasikkasaari (ö i Finland, Norra Savolax, Inre Savolax)
Vasikkasaari är en ö i Finland. Den ligger i sjön Tallusjärvi och i kommunen Tervo i den ekonomiska regionen  Inre Savolax ekonomiska region  och landskapet Norra Savolax, i den centrala delen av landet, 300 km norr om huvudstaden Helsingfors. Öns area är 2 hektar och dess största längd är 170 meter i sydväst-nordöstlig riktning.